# Let There Be Rock (nummer)
"Let There Be Rock" is een nummer van de Australische band AC/DC. Het nummer verscheen op hun gelijknamige album uit 1977. Op 30 september van dat jaar werd het nummer uitgebracht als de tweede single van het album.

## Achtergrond
"Let There Be Rock" is, net zoals alle andere nummers op het gelijknamige album, geschreven door gitaristen Angus en Malcolm Young en zanger Bon Scott en geproduceerd door Harry Vanda en George Young. In het nummer wordt de fictieve geschiedenis van rock-'n-roll beschreven. Zo wordt in het eerste couplet een regel uit het nummer "Roll Over Beethoven" van Chuck Berry aangehaald ("tell Tchaikovsky the news"; vertel Tsjaikovski het nieuws). Het nummer suggereert dat Tsjaikovski het bericht inderdaad heeft ontvangen en het deelt met het publiek, waardoor de rock'-n'-roll bekendheid vergaart. Vervolgens ontstaan overal rockbands, worden muzikanten bekend, worden zakenlieden rijk vanwege hun werk en leren miljoenen mensen de elektrische gitaar te spelen. In het laatste couplet wordt een "42-decibel" rockband genoemd die goede muziek speelt in de club "The Shaking Hand" - dit wordt tijdens live-optredens vaak veranderd in een "92-decibel" band. Aan het eind van het nummer speelt Angus Young een lange gitaarsolo.
"Let There Be Rock" behaalde wereldwijd enkel de Australische hitlijsten, waar het piekte op plaats 82. De videoclip werd geflimd in juli 1977 in een kerk in Surry Hills in New South Wales. Het is een van de eerste optredens van bassist Cliff Williams, die Mark Evans kort na de uitgave van het album Let There Be Rock verving. Zanger Bon Scott was verkleed als een priester, terwijl de rest van de band misdienaars spelen; gitarist Angus Young draagt een aureool op zijn hoofd. Het nummer is als een van de populairste nummers van de band vaak opgenomen op livealbums.
"Let There Be Rock" is gebruikt in het computerspel Rock Band 2. Het nummer is tevens een aantal keren gecoverd. De Britse thrashmetalband Onslaught brachten het in 1987 uit als single, welke in 1989 op hun album In Search of Sanity verscheen. De Australische punkrockband Hard-Ons brachten in 1991 een cover van het nummer op single uit met Henry Rollins als zanger. De Amerikaanse rockband L.A. Guns zette een cover van het nummer op hun coveralbum Covered in Guns uit 2010.

## NPO Radio 2 Top 2000
| Nummer met noteringen in de NPO Radio 2 Top 2000 | '18  | '19 | '20 | '21 | '22 | '23 | '24 |
| ------------------------------------------------ | ---- | --- | --- | --- | --- | --- | --- |
| Let There Be Rock                                | 1402 | 623 | 661 | 719 | 684 | 709 | 802 |

1. ↑  Een vetgedrukt getal geeft de hoogste notering aan.
2. ↑  2018 was het eerste jaar met een notering voor dit nummer.